# Richard Lehmann (Widerstandskämpfer)

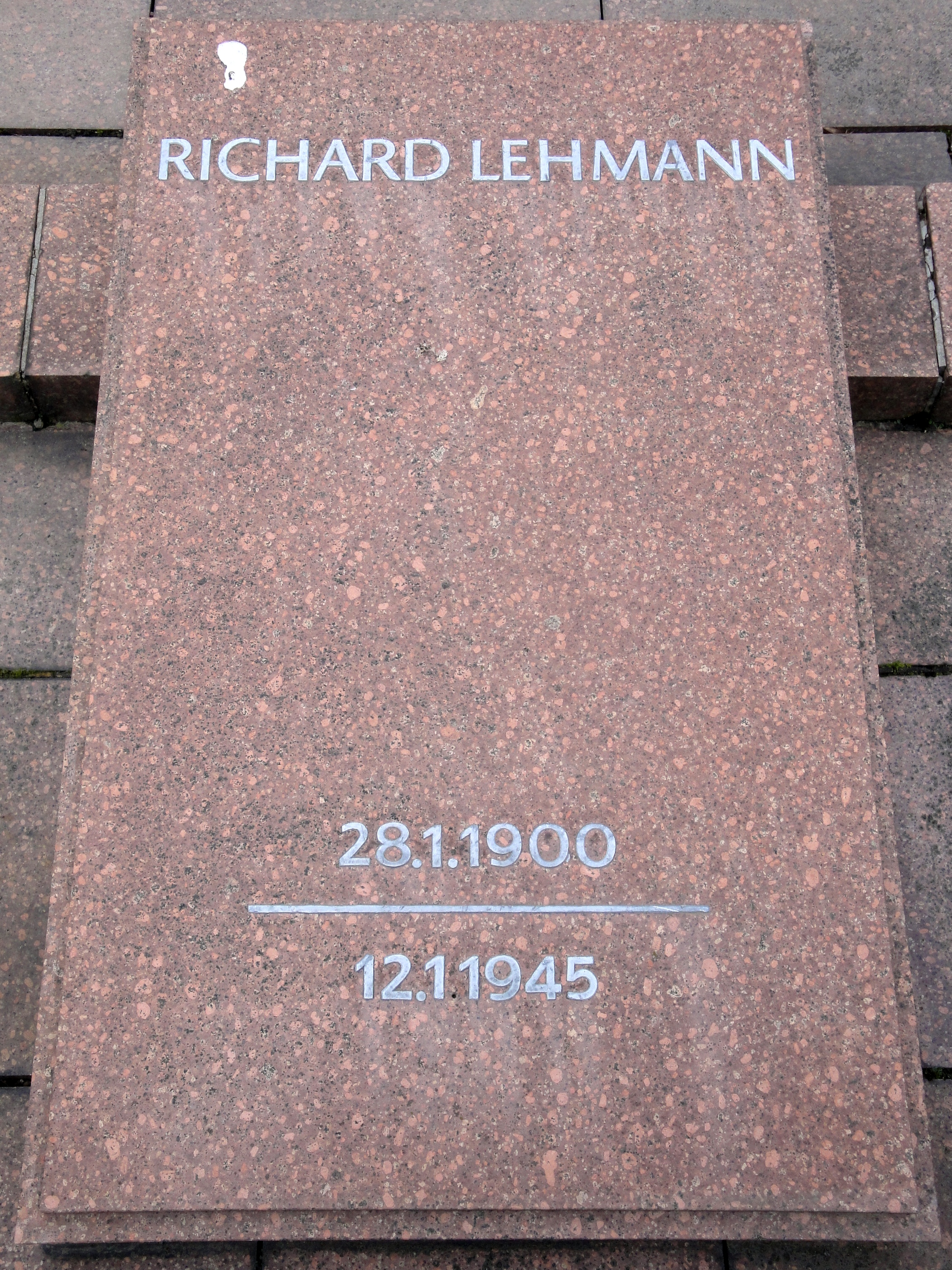
Grab von Richard Lehmann auf dem Südfriedhof in Leipzig

Fritz Richard Leopold Lehmann (* 28. Januar 1900 in Wien; † 12. Januar 1945 in Dresden (hingerichtet)) war ein Widerstandskämpfer gegen den Nationalsozialismus.

## Leben
Richard Lehmann studierte ab 1922 in Leipzig Volkswirtschaftslehre und Zeitungswissenschaft. Mit Otto Stammer gründete er hier eine sozialistische Studentengruppe. Nach dem Studium wurde er Redakteur bei der Leipziger Volkszeitung (LVZ). Nach dem Verbot der LVZ 1933 arbeitete er als Handelsvertreter und danach als kaufmännischer Angestellter bei einem Grundstücksmakler.
Seit 1923 war Lehmann Mitglied der SPD. Etwa 1941 erhielt er über die Gruppe um Rudolf Hardtmann Verbindung zum antifaschistischen Widerstandskampf. Unter anderem versteckte er von den Nationalsozialisten verfolgte Personen in seiner Wohnung. Er schloss sich der Leipziger Widerstandsgruppe um Georg Schumann an. Mit dieser wurde er im August 1944 verhaftet. Am 24. November wurde er zum Tode verurteilt und am 12. Januar 1945 in Dresden hingerichtet. Sein Grab befindet sich auf dem Leipziger Südfriedhof.

## Ehrung

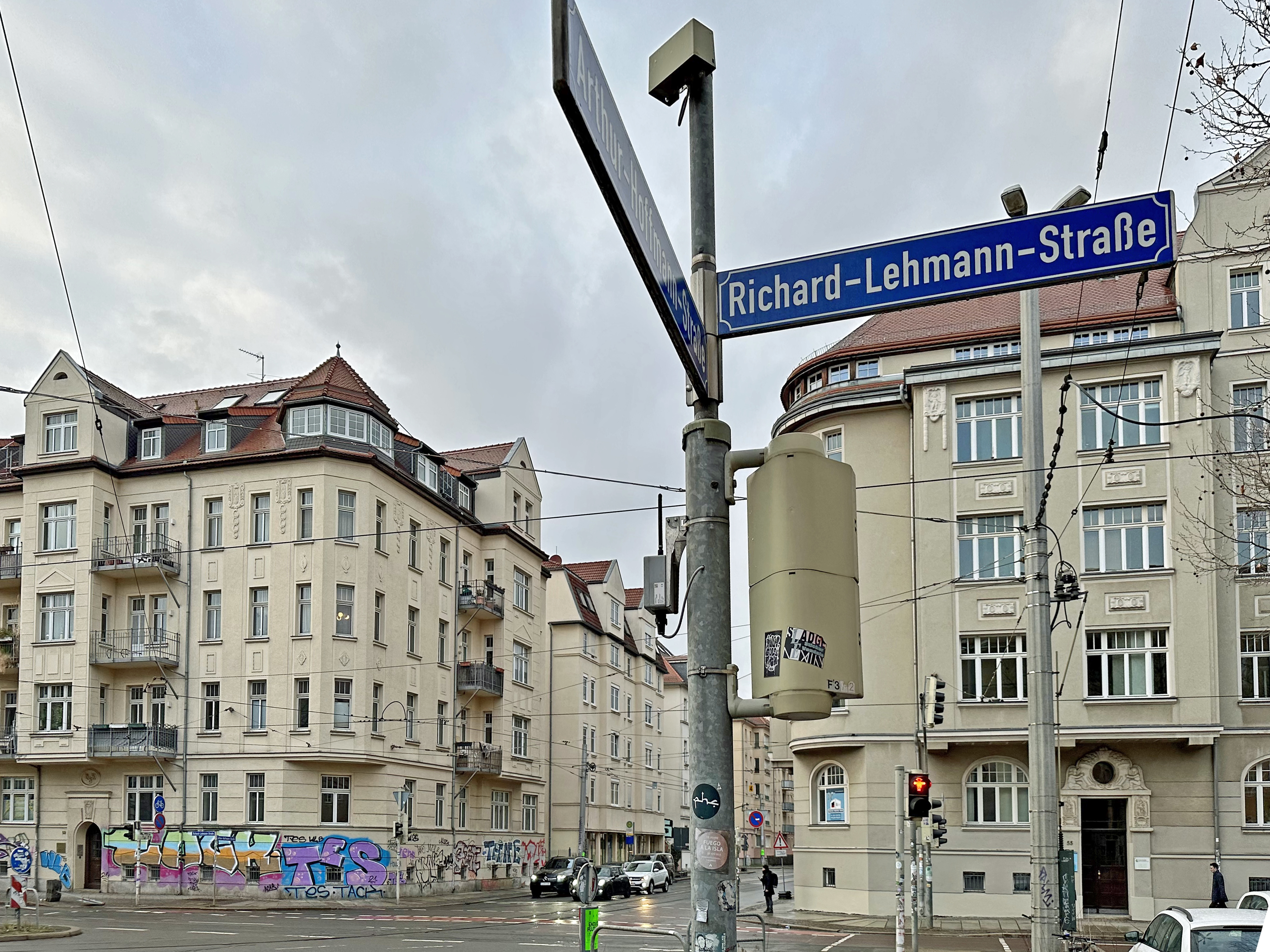
Nach Lehmann benannte Straße in Leipzig (2023)

Am 1. August 1945 wurde die 1884 angelegte, etwa drei Kilometer lange Kaiserin-Augusta-Straße in der Leipziger Südvorstadt in Richard-Lehmann-Straße umbenannt.